# Pernille Gardien
Pernille Gardien (Ålesund, 14 augustus 1995) is een Noors internationaal voetbalspeelster. 
Van 2015 tot 2016 speelde Gardien voor Vålerenga.
In 2016 haalde Gardien de tweede plaats in de Noorse NM Cupen Vrouwen met Røa.
In 2018 vertrok Garien naar Nederland, om voor SBV Excelsior uit te komen.
Hoewel Gardien in Noorwegen in de hoogste competitie speelde, kreeg ze bij SBV Excelsior geen speelminuten, en speelde ze uiteindelijk niet in de Nederlandse Eredivisie Vrouwen. Wel zat ze dertien wedstrijden op de bank bij de selectie van SBV Excelsior.

## Statistieken
| Seizoen | Club          | Land      | Competitie | Wedstrijden | Doelpunten |
| ------- | ------------- | --------- | ---------- | ----------- | ---------- |
| 2015    | Vålerenga     | Noorwegen | Toppserien | 1           | 0          |
| 2016    | Røa           | Noorwegen | Toppserien | 1           | 0          |
| 2018/19 | SBV Excelsior | Nederland | Eredivisie | 0           | 0          |
| Totaal  | Totaal        | Totaal    | Totaal     | 2           | 0          |

Laatste update: december 2019

## Privé
Een van de redenen voor Gardien om in Nederland te komen spelen, was omdat ze hier familie heeft wonen.